# (11764) Benbaillaud
(11764) Benbaillaud es un asteroide perteneciente al cinturón de asteroides, descubierto el 24 de septiembre de 1960 por Cornelis Johannes van Houten en conjunto a su esposa también astrónoma Ingrid van Houten-Groeneveld y el astrónomo Tom Gehrels desde el Observatorio del Monte Palomar, Estados Unidos.

## Designación y nombre
Designado provisionalmente como 6531 P-L. Fue nombrado Benbaillaud en honor astrónomo francés Benjamin Baillaud, fue director del Observatorio de Toulouse y del Observatorio de París. Fundó el Observatorio Pic du Midi y ejerció como primer presidente de la Unión Astronómica Internacional.

## Características orbitales
Benbaillaud está situado a una distancia media del Sol de 2,194 ua, pudiendo alejarse hasta 2,345 ua y acercarse hasta 2,044 ua. Su excentricidad es 0,068 y la inclinación orbital 4,706 grados. Emplea 1187 días en completar una órbita alrededor del Sol.

## Características físicas
La magnitud absoluta de Benbaillaud es 14,7. Tiene 3,133 km de diámetro y su albedo se estima en 0,26.